# B. Kovács András (állatorvos)
B. Kovács András (Nagykamarás, 1925. november 24. – Budapest, 1981. május 26.) magyar állatorvos, egyetemi tanár, az állatorvos-tudományok doktora, az Állatorvostudományi Egyetemen a sebészeti és szemészeti tanszék vezetője (1957–1981), hat éven át az egyetem rektora.

## Élete
1925. november 24-én született Nagykamaráson, szegényparaszti, napszámos család gyermekeként. Elemi iskolai tanulmányait a szülőfalujában végezte, majd Gyulán érettségizett. A József Attila Népi Kollégium tagja lett, majd a Monostori Károly Népi Kollégium vezetőjeként végezte el a Magyar Agrártudományi Egyetem Állatorvostudományi Karát, ahol 1949-ben szerzett állatorvosi oklevelet.
Már diplomája megszerzése előtt gyakornokoskodott az egyetem sebészeti és szemészeti tanszékén, 1951-tôl pedig tanársegéd lett ugyanott. Közben elvégezte a Magyar Dolgozók Pártja központi pártiskoláját, majd az állattenyésztő továbbképző iskola vezetője lett, ahol szaksegédképző tanfolyamot szervezett állatorvosok számára. 1952 és 1955 között függetlenített aspiránsként dolgozott, majd 1956-ban megszerezte az állatorvos-tudomány kandidátusa fokozatot.
Kómár Gyula professzor áthelyezését követően, 1957-ben, mindössze 32 évesen, egyetemi docensi kinevezéssel megbízást kapott az egyetemén a sebészeti és szemészeti tanszék vezetésére. A tanszéket egészen haláláig vezette, 1963-tól már egyetemi tanárként. Közben, 1959-tôl 1975-ig részt vett az egyetem vezetésében is, igazgatóhelyettesként, rektorhelyettesként, 1966 és 1972 között pedig, hat éven át, mint rektor irányította az intézmény munkáját. 1972-ben megszerezte az állatorvos-tudomány doktora tudományos fokozatot is.
Tudományos munkásságáról több mint 100 tudományos közleménye tanúskodik; aspiránsi témája a sebgyógyulás volt. Számos újítás, köztük az állatorvosi sebésztevékenységet segítő eszközök és műszerek kifejlesztése kötődik a nevéhez. Fontos kutatási területe volt a hibás nagyüzemi tartás következményeként fellépő lábvég-betegségek megelőzése és kezelése volt. Gyakorlati szemléletét tükrözik a több kiadásban megjelent tankönyvei is.
Munkája elismeréseként több kitüntetést is kapott: 1961-ben a Kiváló Feltaláló ezüst fokozatát, 1975-ben a Munka Érdemrend arany fokozatát, 1976-ban pedig a Marek József-emlékérmet. 1980-ban az ő irányításával rendezték meg a XIII. Európai Állatorvosi Sebészeti Kongresszust, ahol a szövetség elnökévé választották.
1981. május 26-án rövid, súlyos betegség után hunyt el, 56 éves korában. Hamvasztás előtti búcsúztatása 1981. június 9-én volt a Farkasréti temetőben. Utolsó útjára június 19-én kísérték a X. kerületi Új köztemetőben, ahol a 10. parcella 1. szektorának 37. sírhelyén nyugszik. A sírján másfél méter magas kopjafa áll, alsó részén írott betűs bevéséssel: elöl a Requiescat felirattal, hátul pedig a dr. B. Kovács András névvel.

## Főbb művei
- A csülök ápolása és betegségei (1968, 1977)
- Állatorvosi általános sebészet (1963, 1972)
- A háziállatok sebészeti betegségei (1977, Tamás László társszerzővel)

## Külső hivatkozások
- B. Kovács András dr. 1925-1981. Magyar Állatorvosok Lapja, 1981. 36. 579-583.
- Ünnepi szakülés B. Kovács András professzor születésének 60. évfordulóján. Magyar Állatorvosok Lapja, 1986. 41. 6. 372–374.